# Индустријско-пољопривредни комбинат "Серво Михаљ"
Индустријско-пољопривредни комбинат "Серво Михаљ" је бивше предузеће из Зрењанина. Комбинат је добило име по народном хероју Михаљу Серви. Сам комбинат је основан 1953. године на комплеску фабрике шећера која је основана пре Првог светског рата.
ИПК "Серво Михаљ" је обрађивао 240.000 хектара , тј око 15% обрадљиве површине Војводине, а на територији града Зрењанина и општина Житиште, Сечањ, Нови Бечеј и Нова Црња.
ИПК "Серво Михаљ" је добила награду АВНОЈ-а за пословање и развитак СФРЈ, која је продата у приватизацији заједно са признањима.

## Организација ИПК "Серво Михаљ"
Комбинат је био подељен на три главне целине са својим радним организацијама и сложбеним организацијама удруженог рада:
- Пољопривреда
  - ПД "Зрењанин" Зрењанин
  - РОК "Задругар" Зрењанин
  - ПО "Бегеј" Житиште
  - ПИП "Средњи Банат" Сечањ
  - ПИК "Ђура Јакшић" Нова Црња
  - ПИО "Бисерно острво" Нови Бечеј
  - Рибарско газдинство "Ечка" Лукино Село
  - ПД “Бока” Радановићи
- Индустрија
  - Прехрамбена индустрија
    - Фабрика шећера "Зрењанин" Зрењанин
    - Фабрика шећера "Банаћанка" Нова Црња
    - Индустрија уља "Дијамант" Зрењанин
    - Фабрика уља "Банат" Нова Црња
    - "Житопродукт" Зрењанин
    - ИПОК - Индустрија прерађевина од кукуруза Зрењанин
    - "Бегеј" фабрика сточне хране Зрењанин
    - БЕК фабрика меса и прерађевина Зрењанин
    - "Сточар" фабрика меса и перја Зрењанин
    - "Јуко" фабрика живинског меса Житиште
    - ЗИП - Индустрија пива и алкохола Зрењанин
    - "Млекопродукт" Зрењанин

  - Остала индустрија
    - "Југоремедија" фабрика лекова Зрењанин
    - "" фабрика козметичких производа Зрењанин
    - "Тоза" фабрика коже Зрењанин
    - ДИЗ фабрика дувана Зрењанин
    - "Банат семе" центар за обраду семена Зрењанин
- Остале радне организације
  - ТПИ - Технолошко-пољопривредни институт Зрењанин
  - ТЕ-ТО - Термоелектрана - топлана Зрењанин
  - СИТ - Саобраћај и транспорт Зрењанин
  - "Будућност” штампарија Зрењанин
  - "Друштвени стандард" Зрењанин
  - Центар за образовање и културу Зрењанин
  - ЕРЦ - Електронско - рачунарски центар Зрењанин
  - Интерна банка "Серво Михаљ" Зрењанин
  - УТРО "Војводина" угоститељство Зрењанин
  - "Серво Михаљ - комерц" Зрењанин